# Audriņi
Audriņi (également Audreņi) est un village et le centre de la, municipalité de Rēzekne de la région de Latgale. Situé à l'est de la Lettonie, le village est à 245 km de Riga. Il est situé sur les rives de la rivière Liužonka, le long de la route P36.

## Histoire
Le 2 janvier 1942, le village est rasé par les Schutzstaffel et plus de 200 habitants du village sont assassinés sur place.
Dans les années 1970, un mémorial avec les noms des victimes est érigé. 